# Acumuer
Acumuer ist ein spanischer Ort in den Pyrenäen in der Provinz Huesca der Autonomen Gemeinschaft Aragonien. Acumuer gehört seit 1965 zur Gemeinde Sabiñánigo. Der Ort auf 1131 Meter Höhe hatte 13 Einwohner im Jahr 2015. Er hatte im Jahr 1903 noch 485 Einwohner. Der Ort im Val d'Acumuer liegt etwa zwölf Kilometer nördlich von Sabiñánigo am Río Aurín.  

## Geschichte

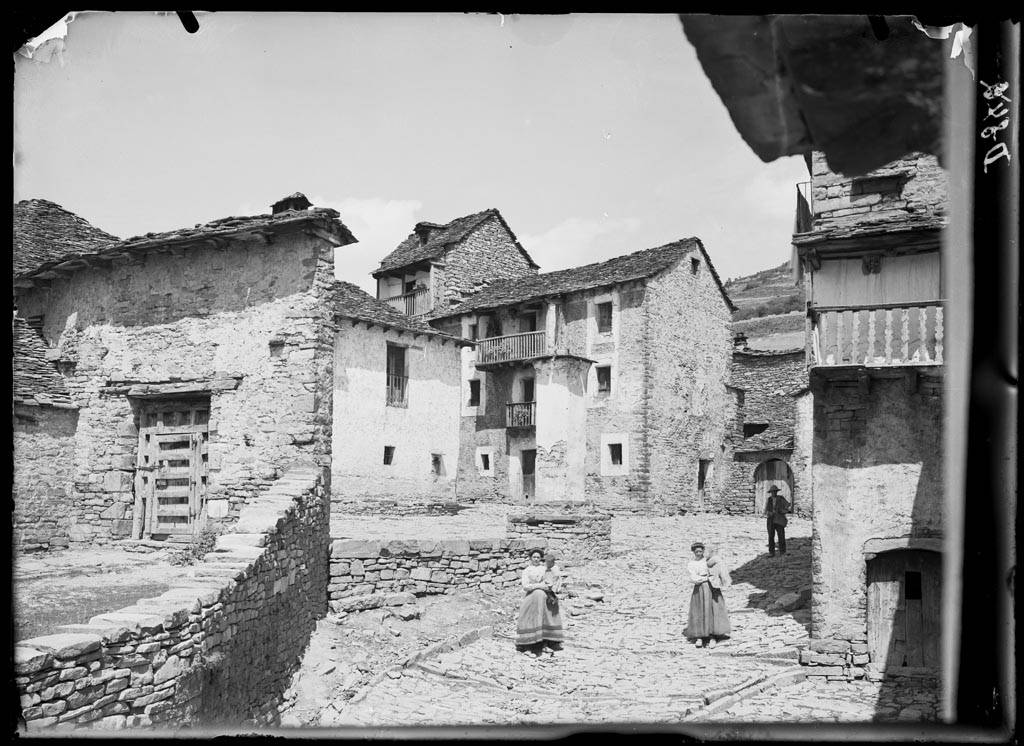
Acumuer im Jahr 1910

Acumuer wird erstmals im 10. Jahrhundert urkundlich überliefert. Die Pfarrkirche unterstand lange Zeit dem Kloster San Martín de Cercito. 
Zwischen 1842 und 1857 gehörten zur damaligen selbständigen Gemeinde die Orte Asqués, Bolás, Asún und Isín.

## Einwohnerentwicklung
1900   = 463
1910   = 432
1920   = 397
1930   = 303
1940   = 278
1950   = 245
1960   = 180
1970   = 3
1981   = 3
1991   = 3
2001   = 8
2011   = 8
2019   = 11

## Sehenswürdigkeiten
- Pfarrkirche[1] aus dem 18. Jahrhundert mit romanischem Turm[2]
- Ermita de la Virgen del Pueyo, erbaut im 18. Jahrhundert